# 1518
1518 (MDXVIII) fue un año común comenzado en viernes del calendario juliano.

## Acontecimientos
- 2 de febrero: las Cortes de Valladolid (España) acuerdan la incorporación de las Indias a la Corona de Castilla.
- 5 de febrero: en Sevilla (España), el marino Sebastián Caboto es nombrado piloto mayor de la Casa de Contratación, después de haber servido a la Corona inglesa.
- 7 de febrero: Carlos I de España y V de Alemania jura ante las Cortes de Castilla en Valladolid las leyes de Castilla.
- 22 de marzo: en Valladolid (España), el navegante portugués Fernando de Magallanes firma unas capitulaciones por las que es nombrado capitán general de la Armada y gobernador de las tierras que descubra.
- 8 de junio: en Tabasco (en el sureste del actual México), el conquistador español Juan de Grijalva arriba al río que actualmente lleva su nombre.
- En julio, en Estrasburgo (Francia) sucede la Epidemia de baile de 1518, en que unas 400 personas bailaron sin descanso durante semanas. La mayoría murió como consecuencia de infartos cardíacos, ataques cerebrovasculares y agotamiento.
- Juan Ecolampadio publica su obra De risu paschali, en que critica las bromas obscenas que se decían en la misa el Domingo de Pascua.
- En Valladolid (España), las Cortes rechazan el juramento al rey si este no acepta antes las libertades y privilegios castellanos.
- Tráfico de esclavos de África a América.
- Pedro de Alvarado llega al territorio conocido como Atlizintla, que hoy ocupa la ciudad de Alvarado.
- En la isla La Española, una pandemia de viruela mata a la mitad de la población indígena.
- La cuarta parte de los habitantes de los valles eran considerados y juzgados con el carácter de brujas  (en Val Camonica, Italia, 64 personas fueron quemadas).

## Excepciones

### Francia
En Francia, el año 1518 transcurrió desde el 4 de abril de 1518 al 23 de abril de 1519. Esto se debió a que el emperador romano Constantino, a partir de alrededor del año 325, decretó que el año debería iniciar el domingo de Pascua de Resurrección. Este decreto estuvo en vigor en Francia hasta 1565.
Por ejemplo, el testamento de Leonardo da Vinci redactado en Amboise, Francia, el 23 de abril de 1519, muestra la leyenda "Dado el 23 de abril de 1518, antes de Pascua". Casualmente, esta fecha de Jueves Santo coincide con la llegada de la flota de Hernán Cortés frente a las playas de Veracruz, en las que desembarcó al día siguiente.  
- Véase Wikisource "1911 Encyclopædia Britannica/Easter" (en inglés)

## Arte y literatura
- Rafael pinta San Miguel derrota a Satanás.
- Tiziano pinta La Asunción de la Virgen.
- Adam Ries publica Rechnung auff der linihen.

## Nacimientos

### Desconocido
- Giovan Maria Cecchi, poeta y dramaturgo italiano.
- Ñuflo de Chaves, conquistador y explorador español.
- Hernando de Acuña, poeta español.

### Abril
- 22 de abril: Antonio de Borbón, padre de Enrique IV de Francia. (f.1562).

### Septiembre
- 29 de septiembre: Tintoretto, pintor italiano. (f.1594).

## Fallecimientos
- Catalina de Foix, reina de Navarra.
- Baba Aruj (Barbarroja), gobernador de Argel.